# Трњане (Алексинац)
Трњане је насеље у Србији у општини Алексинац у Нишавском округу. Према попису из 2022. било је 1059 становника (према попису из 1991. било је 1616 становника).

## Историја
Први пут се помиње 1444. године. Те године је имало 13 хришћанских кућа, а феудалне обавезе су износиле 1.000 акчи.
Нови податак је из 1536. године. У тој години Трњане је имало 22 хришћанске куће и 3 неожењена становника. Године 1572. број становника се повећао, јер је Трњане тада имало 32 хришћанске куће и 1 неожењеног. Феудални намети у селу су износили 3.000 акчи.
Трњане је и XVI веку припадало нахији Крушевац. У Трњану је до 1833. постојао манастир Св. Петке који су срушили Турци, обновљен је 5 година касније 1841. године, али као црка Св. Петке.
Број становника према пописима до 19. века:

1444. године - 50 становника 

1536. године - 92 становника 

1572. године - 148 становника 

1834. године - 303 становника

## Демографија
У насељу Трњане живи 1143 пунолетна становника, а просечна старост становништва износи 44,9 година (43,9 код мушкараца и 46,0 код жена). У насељу има 456 домаћинстава, а просечан број чланова по домаћинству је 2,98.
Ово насеље је великим делом насељено Србима (према попису из 2002. године), а у последња три пописа, примећен је пад у броју становника.
|  |

| Демографија | Демографија | Демографија |
| Година      | Становника  | Становника  |
| ----------- | ----------- | ----------- |
| 1948.       | 1.752       |             |
| 1953.       | 1.780       |             |
| 1961.       | 1.783       |             |
| 1971.       | 1.756       |             |
| 1981.       | 1.692       |             |
| 1991.       | 1.616       | 1.565       |
| 2002.       | 1.361       | 1.455       |

| Етнички састав према попису из 2002.‍ | Етнички састав према попису из 2002.‍ | Етнички састав према попису из 2002.‍ | Етнички састав према попису из 2002.‍ | Етнички састав према попису из 2002.‍ |
| ------------------------------------ | ------------------------------------ | ------------------------------------ | ------------------------------------ | ------------------------------------ |
|                                      |                                      |                                      |                                      |                                      |
| Срби                                 | Срби                                 |                                      | 1.335                                | 98,08%                               |
| Црногорци                            | Црногорци                            |                                      | 13                                   | 0,95%                                |
| Руси                                 | Руси                                 |                                      | 1                                    | 0,07%                                |
| непознато                            | непознато                            |                                      | 3                                    | 0,22%                                |

| Година пописа     | 1948. | 1953. | 1961. | 1971. | 1981. | 1991. | 2002. |
| ----------------- | ----- | ----- | ----- | ----- | ----- | ----- | ----- |
| Број домаћинстава | 420   | 420   | 437   | 461   | 460   | 455   | 456   |

| Број чланова      | 1  | 2   | 3  | 4  | 5  | 6  | 7 | 8 | 9 | 10 и више | Просек |
| ----------------- | -- | --- | -- | -- | -- | -- | - | - | - | --------- | ------ |
| Број домаћинстава | 99 | 128 | 71 | 65 | 48 | 31 | 8 | 4 | 1 | 1         | 2,98   |

| Пол    | Укупно | Неожењен/Неудата | Ожењен/Удата | Удовац/Удовица | Разведен/Разведена | Непознато |
| ------ | ------ | ---------------- | ------------ | -------------- | ------------------ | --------- |
| Мушки  | 608    | 162              | 389          | 44             | 12                 | 1         |
| Женски | 588    | 79               | 386          | 98             | 23                 | 2         |
| УКУПНО | 1.196  | 241              | 775          | 142            | 35                 | 3         |

| Пол    | Укупно                    | Пољопривреда, лов и шумарство | Рибарство                            | Вађење руде и камена | Прерађивачка индустрија       |
| ------ | ------------------------- | ----------------------------- | ------------------------------------ | -------------------- | ----------------------------- |
| Мушки  | 273                       | 83                            | 0                                    | 0                    | 58                            |
| Женски | 145                       | 91                            | 0                                    | 0                    | 14                            |
| УКУПНО | 418                       | 174                           | 0                                    | 0                    | 72                            |
| Пол    | Производња и снабдевање   | Грађевинарство                | Трговина                             | Хотели и ресторани   | Саобраћај, складиштење и везе |
| Мушки  | 3                         | 48                            | 19                                   | 1                    | 33                            |
| Женски | 0                         | 1                             | 13                                   | 1                    | 0                             |
| УКУПНО | 3                         | 49                            | 32                                   | 2                    | 33                            |
| Пол    | Финансијско посредовање   | Некретнине                    | Државна управа и одбрана             | Образовање           | Здравствени и социјални рад   |
| Мушки  | 0                         | 1                             | 9                                    | 8                    | 4                             |
| Женски | 2                         | 1                             | 1                                    | 14                   | 5                             |
| УКУПНО | 2                         | 2                             | 10                                   | 22                   | 9                             |
| Пол    | Остале услужне активности | Приватна домаћинства          | Екстериторијалне организације и тела | Непознато            | Непознато                     |
| Мушки  | 4                         | 0                             | 0                                    | 2                    | 2                             |
| Женски | 2                         | 0                             | 0                                    | 0                    | 0                             |
| УКУПНО | 6                         | 0                             | 0                                    | 2                    | 2                             |